# Pierre Eyquem de Montaigne
Pierre Eyquem, segneur de Montaigne [pjɛːʀ ekɛm də mõ'tɛɲ] auf Okzitanisch Pèir Eiquèm (* 29. September 1495 auf Château de Montaigne; † 18. Juni 1568 in Bordeaux) war ein katholischer Franzose und Prévôt de Bordeaux, Bürgermeister von Bordeaux, maire de Bordeaux und Vater von Michel de Montaigne.

## Herkunft
Eyquem war ein Sohn des Grimon Eyquem (1450–1519). Sein Vater setzte die Handelstradition seiner Vorfahren in der 23-25 rue de la Rousselle in Bordeaux fort. Eyquem lebte und arbeitete hier – weiterhin mit dem Handel von Wein und Färberpflanzen – von 1519 bis zu seinem Tod im Jahre 1568.
In der Zeit von 1485 bis 1503 nahm Grimon Eyquem ein Ehrenamt als Stadtrat, Jurade de Bordeaux ein. Er war seit dem Jahr 1490 mit Jeanne du Fourn (ca. 1470–1519) verheiratet.
Sein Großvater Ramon Felipe Eyquem (1402–1478), war ein durch Handel mit Fisch, Wein und pastel des teinturiers reich gewordener Kaufmann aus Bordeaux. Seine Großmutter war Isabeau de Farraygues (1428–1508). Die Großeltern waren seit dem Jahr 1444 miteinander verheiratet und hatten zwei Söhne, Grimon Eyquem und dessen Bruder Perrin sowie zwei Töchter Pélegrina und Audeta.
Schon der Großvater Ramon Felipe Eyquem hatte das Château de Montaigne als Lehen der Erzbischöfe von Bordeaux, genauer von Arthur de Montauban († 1479) am 10. Oktober 1477 vom Vorbesitzer Guilhem Duboys, seigneur de Juillac erworben. Der Kaufpreis soll 900 Goldfranken, Franc à pied betragen haben.

## Leben und Wirken
Eyquem trat um das Jahr 1518 ins Militär ein. Damit konnte er letztlich die Anerkennung erlangen, die ihn in den Amtsadelstand, noblesse de robe erhob. Er nahm am Ersten Krieg, Guerre de la Ligue de Cambrai zwischen Karl V. und dem französischen König Franz I. in der Zeit von 1521 bis 1525 und an dessen Italienfeldzug teil. Dort kam er auch mit den Ideen der Renaissance und des Humanismus in Berührung.
Er bekleidete mehrfach hohe Ämter in der Stadt Bordeaux. Zunächst war er ein Beigeordneter des Bürgermeisters, jurat um dann im Jahre 1530 zum Profos, prévôt des dortigen Ordnungswesens eingesetzt zu werden. Ab dem Jahr 1537 wurde er zum stellvertretenden Bürgermeister und ab dem Jahre 1554 zum Bürgermeister von Bordeaux bestimmt.
Erst Eyquem gelang es im Jahr 1554 als Bürgermeister von Bordeaux mit einer diplomatischen Aktion in Paris bei Heinrich II. und mit die Unterstützung von circa zwanzig großen Fässern, tonneau (1 Tonneau = 912 Litern) Bordeauxweins wichtige verlorene Stadtrechte zurückzugewinnen. Die Stadtrechte, so etwa die Berechtigung zur eigenen Gerichtsbarkeit, waren Bordeaux wegen der Revolte am 17. bis zum 22. August 1548 gegen die Salzsteuer, gabelle entzogen worden.

## Familie
Eyquem war seit dem 15. Januar 1529 mit Antoinette de Louppes de Villeneuve (1514–1603) verheiratet, die wahrscheinlich einer Familie von Marranen entstammte, also unter Zwang (Alhambra-Edikt) zum Christentum konvertierte portugiesische oder spanische Juden, was aber nicht zweifelsfrei belegt ist. Auch die Familienmitglieder der de Louppes de Villeneuve kamen ähnlich wie die der Eyquem zu lokalem Reichtum und Wohlstand. So brachte Antoinette de Louppes de Villeneuve 4000 Livres als Mitgift mit in die Ehe.
Das Paar hatte folgende Kinder:
- Michel Eyquem de Montaigne (1533–1592)
- Jeanne Eyquem de Montaigne (* 1536)
- Thomas Eyquem de Montaigne (1537–1597)
- Léonor Eyquem de Montaigne (* 1552)
- Marie Eyquem de Montaigne (* 1554)
- Bertrand Charles Eyquem de Montaigne (1560–1620).

Für seine Kinder ersann er unkonventionelle Erziehungsmethoden. Besonders sein ältester Sohn Michel de Montaigne wurde damit bedacht. So überließen die Eltern ihre Kinder, wie bei wohlhabenden Familien üblich, einer Amme, aber anders als gewohnt gab man ihn gänzlich außer Haus; zur Abhärtung wurde er einfachen Landleuten in einem nahe gelegenen Weiler, hameau in Richtung Montpeyroux namens Papessus gegeben. So waren Michels erste gesprochene Worte auf Gaskognisch, einer Unterart des Okzitanischen.
Später dann im Château de Montaigne wurde Michel de Montaigne zuerst von einem Précepteur, dem deutschen Arzt Horstanus, unterrichtet, der mit ihm ausschließlich auf Latein sprach. Eyquem hielt dabei auch die Hausangestellten dazu an, im Rahmen ihrer Möglichkeiten, ausschließlich Lateinisch mit den Kindern zu sprechen. Erst mit etwa sechs Jahren, von 1539 bis 1546 besuchte Michel de Montaigne in Bordeaux das Collège de Guyenne. Michel de Montaigne hatte, wie aus Schilderungen in seinen Essais zu entnehmen ist, zu seinem Vater eine innige Bindung.
Seinen Vater beschrieb Michel de Montaigne in den Essais als einen vom Wuchs eher kleinen, aber drahtig-muskulösen Menschen, der ein gewisses Maß an Bildung besaß und Bücher las. Auf ausdrücklichen Wunsch seines Vaters um das Jahr 1565 übersetzte Michel de Montaigne den lateinischen Text des katalanischen Philosophen und Theologen Raimundus Sabundus Liber creaturarum sive de homine (1436; deutsch Das Buch der Geschöpfe) ins Französische.